# Theo Smit
Theo Smit (Amsterdam, 5 april 1951 – Zwanenburg, 20 juli 2023) was een Nederlands wielrenner. Zijn specialiteit was sprinten, maar hij was ook (in Nederland) een pionier op de keirin. Hij werd tweemaal Nederlands kampioen op de baan (50 km en sprint) en won zowel twee etappes in de Ronde van Frankrijk als in de Ronde van Spanje. Naast een serie etappes in meerdaagse koersen, schreef Smit in zijn profcarrière een groot aantal criteriums op zijn naam. Na die carrière werd hij trainer en bondscoach baanwielrennen.

## Biografie
Voordat de in Halfweg opgegroeide Smit prof werd was hij reeds een bekende renner: hij behoorde tot de smaakmakers van de (amateur)criteriums en klassiekers. In 1974 kreeg hij een contract bij de Nederlandse wielerploeg Frisol-Flair Plastics, waar onder meer dan Cees Priem, Fedor den Hertog, Harm Ottenbros en Donald Allan reden. Zijn eerste profzege behaalde hij ook dat jaar, dat was de Ronde van Noord-Holland. Het jaar erop beleefde hij een serieus goed seizoen, naast de zege in eerste etappe van de Ronde van Nederland en aantal ereplaatsen won hij dat jaar twee etappes in de Ronde van Frankrijk. Een sensatie destijds omdat niemand van hem verwachtte dat hij ook de grote sprinters achter zich zou kunnen houden. In de vijfde etappe, in Merlin Plage, zijn eerste etappezege, versloeg hij renners als Rik Van Linden, Jacques Esclassan en Eddy Merckx.
De ploeg zou de etappezege serieus gevierd hebben, zo zou er flink wat bier en wijn gedronken zijn en de kaviaar zou er lustig ingegaan zijn. In de 9e etappe spurtte Smit renners Gerben Karstens, Eddy Merckx, Barry Hoven, Mauro Santambrogio en opnieuw Van Linden zelfs helemaal uit het wiel en won afgetekend de etappe. Maar in de eerste echte bergetappe werd hij al snel gelost en reed zo'n 150 kilometer alleen de rit uit. Alleen was hij buiten tijd aangekomen in Pau en dus mocht hij naar huis.
Ondanks zijn sterke tourdebuut reed hij het opvolgende jaar, 1976, niet de Ronde van Frankrijk. Wel nam hij deel aan een andere grote ronde, namelijk die van Spanje. En ook daar won hij twee etappes. In de Ronde van Zwitserland kwam in de eerste etappe alleen Freddy Maertens eerder over de meet. In 1977 keerde hij terug in de Ronde van Frankrijk maar ditmaal won hij geen etappe. Hij was er eenmaal dicht bij. Slechts één renner was sneller, en dat was Patrick Sercu. Dat jaar strandde hij in Parijs-Nice weer achter Maertens, in het tweede deel van de eerste etappe. Ook deze Ronde van Frankrijk reed hij niet uit, net als dat hem dat ook niet lukte in de Ronde van Spanje, die hij totaal ook tweemaal reed.
Na dat jaar besloot hij zich terug meer te gaan richten op de kleine eendaagse wedstrijden en criteriums. Ook ging hij zich meer en meer tonen op de baan. In 1976 werd hij kampioen van Nederland 50 km voor Gerrie Knetemann en Harm Ottenbros. In 1980 behaalde hij de nationale sprint titel voor Hester Aarts. Nadat hij derde was geworden in de ploegenachtervolging bij het nationaal kampioenschap won hij de sprint. In 1983 behaalde hij nog eenmaal een grote overwinning, samen met Co Moritz, Peter Pieters, Ron Snijders, Marco van der Hulst en Jan De Nijs (niet allemaal profs destijds) won hij op het Nationaal kampioenschap op de weg de ploegentijdrit.
In zijn laatste jaar als profwielrenner - 1988 - behaalde hij nog een aansprekende ereplaats, een derde plaats in de eerste etappe van de Ronde van de Middellandse Zee. Het jaar erop reed hij nog als semi-prof met een individueel sponsorcontract. Hij had nog wel één ploegmaat, de Belg Alain Laeremans, maar daarna was het het echte einde van zijn profcarrière.
Smit bleef nauw betrokken bij de wielersport als trainer, bondscoach baanwielrennen (eind jaren 1980, begin jaren '90) en lid van de KNWU-commissie Baansport (vanaf 2003). Voor zijn verdiensten, langdurige inzet en betrokkenheid, onderscheidde de KNWU hem in januari 2023 met het Gouden Wiel.

## Persoonlijk leven
Theo Smit zijn zoon Dennis Smit werd ook wielrenner.
Met zijn echtgenote Carla had Smit een bedrijf in sportprijzen.
Smit overleed op 72-jarige leeftijd.

## Belangrijkste overwinningen
1974
- Ronde van Noord-Holland
- 8e etappe Vredeskoers
- puntenklassement Vredeskoers
- 3e etappe Olympia's Tour

1975
- 1e etappe Ronde van Nederland
- 5e etappe Ronde van Frankrijk
- 9e etappe (a) Ronde van Frankrijk

1976
- 2e etappe Vuelta Levante Spanje
- 3e etappe Vuelta Levante Spanje
- 4e etappe Vuelta Levante Spanje
- etappe 6b Vuelta Levante Spanje
- 3e etappe Ronde van Spanje
- 5e etappe Ronde van Spanje
- Nederlands kampioen 50 km (sprint), Profs (baan)

1980
- Nederlands kampioen Sprint (sprint), Profs (baan)

1983
- Nederlands kampioen Ploegentijdrit (weg)

## Resultaten in voornaamste wedstrijden
| Jaar | Ronde van Italië | Ronde van Frankrijk | Ronde van Spanje |
| ---- | ---------------- | ------------------- | ---------------- |
| 1974 |                  |                     |                  |
| 1975 | opgave           | buiten tijd (2)     | buiten tijd      |
| 1976 |                  |                     | opgave (2)       |
| 1977 |                  | opgave              |                  |

(*) tussen haakjes aantal individuele etappe-overwinningen